# Beau Gadsdon
Beau Gadsdon (19 de julio de 2008) es una actriz británica, conocida por su participación en películas como Rogue One: Una historia de Star Wars (2016), Millennium: Lo que no te mata te hace más fuerte (2018) y la serie británica The Crown (2016).

## Biografía
Su primera aparición en la gran pantalla fue en 2016 en la película Rogue One: Una historia de Star Wars donde interpreta el personaje de Jyn Erso de niña. Posteriormente, en 2017, interpretó a Mini-Harry en el vídeo musical del 2017 de la canción Kiwi de Harry Styles. Al año siguiente interpretó a Lisbeth Salander de joven en la película del 2018 The Girl in the Spider's Web.
En 2020, Interpretó a Polly Ingram, la hija del mayor Charles Ingram, interpretado por Matthew Macfadyen, en el drama criminal televisivo Quiz. Ese mismo año, también apareció en la película de terror Censor, interpretando el personaje de Enid de joven, interpretada por Niamh Algar. Posteriormente apareció en la serie de comedia de Katherine Ryan The Duchess (2020) para Netflix y en la serie de comedia The Baby (2021).
En 2021 tuvo un papel menor en la serie de televisión histórica Domina donde da vida al personaje de Antonia la menor de joven. En 2022, se la pudo ver en la película de suspense de espías de Netflix Treason.  Ese mismo año, tuvo su primer papel principal al interpretar el personaje de Lily Watts en la película infantil, El regreso de los niños del ferrocarril, que es una secuela de la película de 1970, Los chicos del ferrocarril, una película que protagonizó Jenny Agutter. Basada en el libro de 1906 del mismo título de la escritora Edith Nesbit.
En 2023, apareció en la sexta temporada de la serie británica The Crown en varias escenas retrospectivas ambientadas en el Día de la Victoria en Europa interpretando a la princesa Margarita de adolescente. Había interpretado el mismo papel por primera vez en la primera temporada de la serie en 2016 y luego en 2019 en el episodio «Margaritología» de la tercera temporada. En 2024, apareció en la adaptación televisiva de la novela Un caballero en Moscú de Amor Towles protagonizada por Ewan McGregor, donde da vida al personaje de Sofía.

## Filmografía
| Año            | Título                                              | Papel                     | Notas                            | Ref.   |
| -------------- | --------------------------------------------------- | ------------------------- | -------------------------------- | ------ |
| 2016           | Rogue One: una historia de Star Wars                | Jyn Erso de joven         | Debut en la interpretación       |        |
| 2016-2023      | The Crown                                           | Princesa Margarita        | 5 episodios                      |        |
| 2018           | Genius                                              | Françoise Gilot de joven  | Temporada 2: Picasso; episodio 5 |        |
| 2018           | The Girl in the Spider's Web                        | Lisbeth Salander de niña  |                                  |        |
| 2020           | Quiz: el escándalo de ¿Quién quiere ser millonario? | Polly Ingram              | Miniserie; 2 episodios           |        |
| 2020           | The Duchess                                         | Millie                    | 3 episodios                      |        |
| 2021           | Censor                                              | Enid de joven             |                                  |        |
| 2021           | Domina                                              | Antonia la Menor de joven | 4 episodios                      |        |
| 2022           | The Baby                                            | Sally                     | 2 episodios                      |        |
| 2022           | The Railway Children Return                         | Lily Watts                | Papel principal                  |        |
| 2022           | Traición                                            | Ella Lawrence             | Miniserie; 5 episodios           |        |
| 2023           | The Critic                                          | Freya                     |                                  | [ 18 ] |
| 2023           | Salt                                                | Beau                      | Cortometraje                     |        |
| 2024           | Un caballero en Moscú                               | Sofía                     | 3 episodios                      |        |
| 2024           | Here (Aquí)                                         | Elizabeth (12-15 años)    | Película                         |        |
| 2024           | Inspectora Ellis                                    | Amy Mercer                | Episodio «Hanmore»               |        |
| (Fuente: IMDb) |                                                     |                           |                                  |        |

### Vídeos musicales
| Año  | Artista      | Título | Álbum        | Ref.   |
| ---- | ------------ | ------ | ------------ | ------ |
| 2017 | Harry Styles | Kiwi   | Harry Styles | [ 19 ] |